# Лляна олія

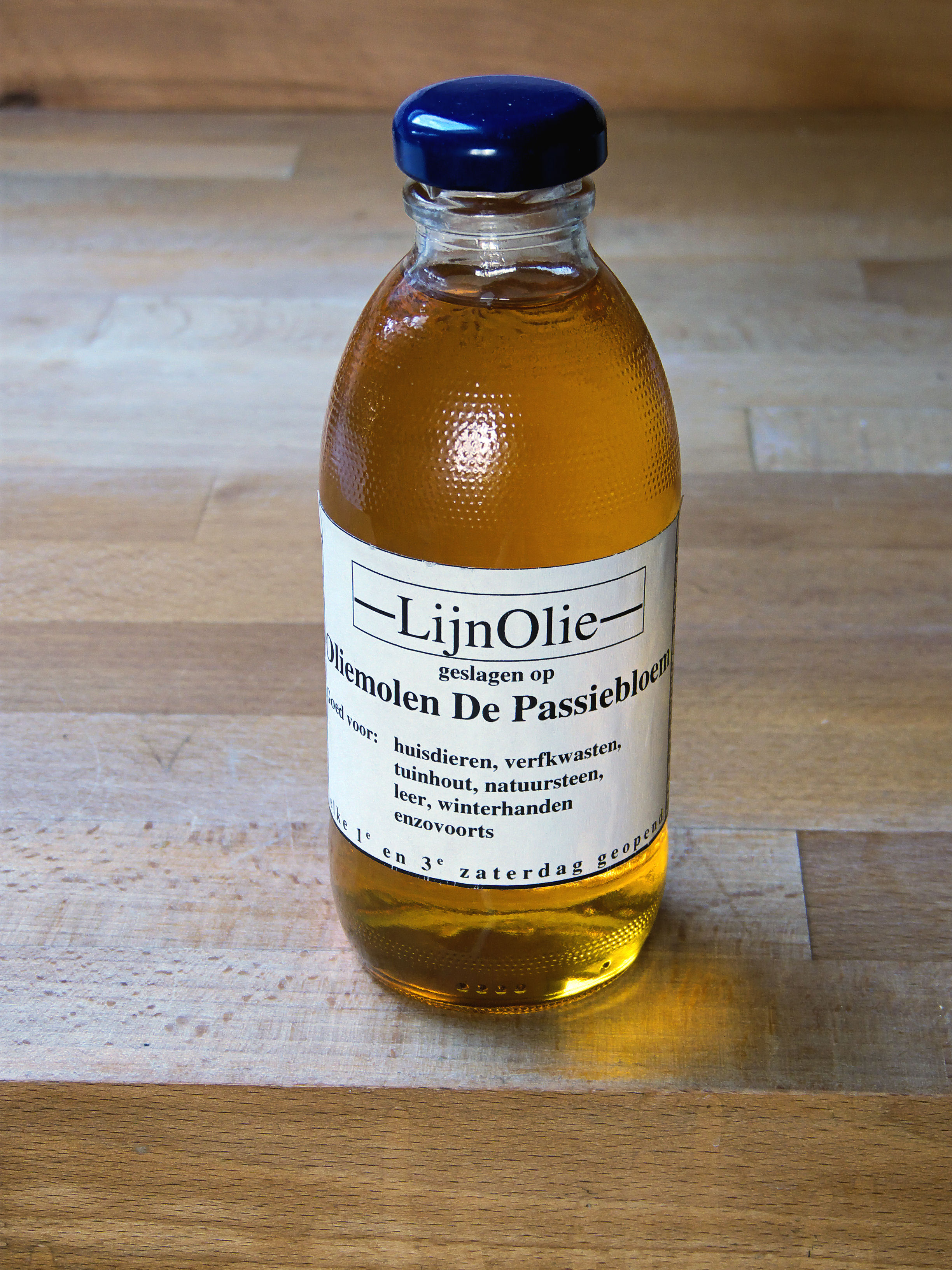
Лляна олія Mill De Passiebloem

Лляна олія — рослинна олія, яку добувають переважно екстрагуванням з насіння льону.
Фізична і хімічна властивості лляної олії залежать від місця вирощування льону; густина 0,930-0,938 (при 15 °C), t° застигання від -8 до -27 °C, йодне число 165–192, кислотне число 0,55-3,5, омилення число 186–195.
Належить до висихаючих олій, використовується здебільшого для виготовлення оліфи. Олія має високий вміст (набагато більше ніж у морській рибі) рослинної жирної кислоти омега-3 — ліноленової кислоти, яку дедалі більше застосовують як цінну харчову добавку. Водночас, хоча омега-3 — альфа-ліноленові кислоти (ALA), є незамінними жирними кислотами (це означає, що організм не може їх сам синтезувати, тому їх потрібно вживати з їжею), і було показано, що вони мають сприятливий вплив на стан серця, однак організм, щоби мати такі переваги для здоров’я, мусить обернути ALA на інші форми омега-3, але цей процес неефективний, оскільки насправді, перетворюється лише невеликий відсоток.
Лляна олія (лат.Oleum lini) є цінним джерелом омега-3 — важливої складової мембрани кожної клітини нашого організму, отже омега-3 заохочує їхню життєдіяльність та підсилює процес їхнього оновлення. Незамінні жирні кислоти, особливо омега-3, згідно з дослідженнями дієво допомагають організму позбавитися від зайвої ваги.
Льон протягом багатьох століть годував, одягав, був головним товаром, який експортували за кордон. Лляна олія завжди була одним з найбільш цінних і важливих продуктів харчування.
Олія льону — це і їжа, і ліки, і косметика. Будь-яка красуня в минулому знала, що вживання в їжу лляної олії, в поєднанні з використанням тієї ж олії як живильного крему (лляну олію дуже добре поглинає шкіра) надає шкірі і волоссю здорового вигляду і допомагає зберегти молодість.
Олія із лляного насіння посідала особливе місце серед косметичних засобів оспіваної Клеопатри. Крім того, що лляна олія була основою майже всіх кремів цариці, вона приймала ванни з лляної і трояндової олії, і у великій кількості вживала лляну олію з їжею.
Лляна олія дуже корисна для живлення головного мозку. Олію льону радять залучати до свого раціону людям зайнятим розумовою працею. Олія льону допомагає нашій печінці відновлюватися і оздоровлює повністю всю травну функцію організму.

## Структура і склад

Представник тригліцеридів знайдений в лляній олії, три-ефір (тригліцерид) похідний з лінолевої кислоти, альфа-ліноленової кислоти, і олеїнової кислоти.

Лляна олія є тригліцерид, як і інші жири. Лляна олія відрізняється надзвичайно великою кількістю α-ліноленової кислоти, яка має характерну реакцію з киснем повітря. Зокрема, жирні кислоти в типовій лляній олії бувають наступних типів:
- Потрійно ненасичена α-ліноленова кислота (51,9–55,2 %),
- Насичені кислоти пальмітової кислоти  (близько 7%) і стеаринової кислоти (3,4–4,6 %),
- Мононенасичена олеїнова кислота (18,5–22,6 %),
- Подвійно ненасичена лінолева кислота (14,2–17 %).

#### Вміст поживних речовин
| Типовий вміст жирних кислот | %    | % Європейський |
| --------------------------- | ---- | -------------- |
| Пальмітинова кислота        | 6,0  | 4,0–6,0        |
| Стеаринова кислота          | 2,5  | 2,0–3,0        |
| Арахінова кислота           | 0,5  | 0–0,5          |
| Пальмітолеїнова кислота     | -    | 0–0,5          |
| Олеїнова кислота            | 19,0 | 10,0–22,0      |
| Ейкозенова кислота          | -    | 0–0,6          |
| Лінолева кислота            | 24,1 | 12,0–18,0      |
| Альфа-Ліноленова кислота    | 47,4 | 56,0–71,0      |
| Інші                        | 0,5  | -              |

Харчова інформація від Ради льону Канади.
На 1 ст.л. (14 г)
- Калорій: 126
- Загально жир: 14 г
- ω-3: 8 г
- ω-6: 2 г
- ω-9: 3 г

Олія насіння льону не містить значної кількості білка, вуглеводів або клітковини.

### Порівняння з іншими рослинними оліями
| Тип                                                                    | Процедура обробки        | Насичені жирні кислоти (SFA) | Мононенасичені жирні кислоти (MUFA) | Мононенасичені жирні кислоти (MUFA) | Поліненасичені жирні кислоти (PUFA) | Поліненасичені жирні кислоти (PUFA) | Поліненасичені жирні кислоти (PUFA) | Поліненасичені жирні кислоти (PUFA) | Точка димлення  |
| Тип                                                                    | Процедура обробки        | Насичені жирні кислоти (SFA) | Загально                            | Олеїнова кислота (18:1ω-9)          | Загально                            | α-Ліноленова кислота (18:3ω-3)      | Лінолева кислота (18:2ω-6)          | ω-6:3 пропорція                     | Точка димлення  |
| ---------------------------------------------------------------------- | ------------------------ | ---------------------------- | ----------------------------------- | ----------------------------------- | ----------------------------------- | ----------------------------------- | ----------------------------------- | ----------------------------------- | --------------- |
| Авокадо                                                                |                          | 11.6                         | 70.6                                | 52–66                               | 13.5                                | 1                                   | 12.5                                | 12.5:1                              | 250 °C (482 °F) |
| Горіх бразильський                                                     |                          | 24.8                         | 32.7                                | 31.3                                | 42.0                                | 0.1                                 | 41.9                                | 419:1                               | 208 °C (406 °F) |
| Ріпак                                                                  |                          | 7.4                          | 63.3                                | 61.8                                | 28.1                                | 9.1                                 | 18.6                                | 2:1                                 | 238 °C (460 °F) |
| Кокос                                                                  |                          | 82.5                         | 6.3                                 | 6                                   | 1.7                                 |                                     |                                     |                                     | 175 °C (347 °F) |
| Кукурудза                                                              |                          | 12.9                         | 27.6                                | 27.3                                | 54.7                                | 1                                   | 58                                  | 58:1                                | 232 °C (450 °F) |
| Бавовна                                                                |                          | 25.9                         | 17.8                                | 19                                  | 51.9                                | 1                                   | 54                                  | 54:1                                | 216 °C (420 °F) |
| Льон                                                                   |                          | 9.0                          | 18.4                                | 18                                  | 67.8                                | 53                                  | 13                                  | 0.2:1                               | 107 °C (225 °F) |
| Виноградні кісточки                                                    |                          | 10.5                         | 14.3                                | 14.3                                | 74.7                                | –                                   | 74.7                                | very high                           | 216 °C (421 °F) |
| Конопляне насіння                                                      |                          | 7.0                          | 9.0                                 | 9.0                                 | 82.0                                | 22.0                                | 54.0                                | 2.5:1                               | 166 °C (330 °F) |
| Олива                                                                  |                          | 13.8                         | 73.0                                | 71.3                                | 10.5                                | 0.7                                 | 9.8                                 | 14:1                                | 193 °C (380 °F) |
| Пальма                                                                 |                          | 49.3                         | 37.0                                | 40                                  | 9.3                                 | 0.2                                 | 9.1                                 | 45.5:1                              | 235 °C (455 °F) |
| Арахіс                                                                 |                          | 16.2                         | 57.1                                | 55.4                                | 19.9                                | 0.318                               | 19.6                                | very high                           | 232 °C (450 °F) |
| Рис                                                                    |                          | 25                           |                                     | 38.4                                |                                     | 2.2                                 | 34.4                                | 15.6                                | 232 °C (450 °F) |
| Крокіс фарбувальний                                                    |                          | 7.5                          | 75.2                                | 75.2                                | 12.8                                | 0                                   | 12.8                                | very high                           | 212 °C (414 °F) |
| Кунжут                                                                 | ?                        | 14.2                         | 39.7                                | 39.3                                | 41.7                                | 0.3                                 | 41.3                                | 138:1                               |                 |
| Соя                                                                    | Частково гідрогенізована | 14.9                         | 43.0                                | 42.5                                | 37.6                                | 2.6                                 | 34.9                                | 13.4:1                              |                 |
| Соя                                                                    |                          | 15.6                         | 22.8                                | 22.6                                | 57.7                                | 7                                   | 51                                  | 7.3:1                               | 238 °C (460 °F) |
| Горіх                                                                  | нерафінована             | 9.1                          | 22.8                                | 22.2                                | 63.3                                | 10.4                                | 52.9                                | 5:1                                 | 160 °C (320 °F) |
| Соняшник                                                               |                          | 8.99                         | 63.4                                | 62.9                                | 20.7                                | 0.16                                | 20.5                                | very high                           | 227 °C (440 °F) |
| Бавовна                                                                | гідрогенізована          | 93.6                         | 1.5                                 |                                     | 0.6                                 | 0.2                                 | 0.3                                 | 1.5:1                               |                 |
| Пальма                                                                 | гідрогенізована          | 88.2                         | 5.7                                 |                                     | 0                                   |                                     |                                     |                                     |                 |
| Харчові значення виражаються у відсотках (%) за масою загального жиру. |                          |                              |                                     |                                     |                                     |                                     |                                     |                                     |                 |

## Застосування
Кулінарна лляна олія холодного віджиму, отримана без екстракції розчинником, за відсутності кисню, продається як їстівна лляна олія. Свіжа, охолоджена та необроблена лляна олія використовується як харчова добавка та є звичайною європейською народною їжею, яка високо цінується за свій горіховий смак. Звичайна лляна олія містить від 57 % до 71 % поліненасичених жирів (альфа-ліноленова кислота (АЛК, ALA), лінолева кислота (ЛК, LA)). Селекціонери розробили насіння льону як з вищим вмістом ALA (70 %), так і з дуже низьким вмістом ALA (<3 %). USFDA надав загальновизнаний статус безпечного (GRAS) для лляної олії з високим вмістом альфа-лінолену.
Може бути корисною:
- У разі печії, запорів, гастритів
- Для покращення роботи жовчних шляхів;
- У боротьбі з алергічними захворюваннями шкіри (екземи, атопічного дерматиту, псоріаз), сухістю шкіри;
- Для зниження рівню холестерину в крові;
- Щодо зменшення симптомів менопаузного синдрому, запобігає розвитку остеопорозу, ревматоїдного артриту;
- Стосовно зниження проявів аденоми простати;
- Для профілактики раку грудей, товстого кишківника, простати;
- Під час відновлення після інсультів, стресів, тривалих хвороб.

Однак лляна олія має протипоказання
- Викликає діарею у разі перевищення дози;
- Не радять для людей, що приймають знеболювальні та протидіабетичні препарати;
- Погіршує здатність крові згущуватися;
- Надзвичайно взаємодіє з ліками;
- Не радять для вагітних жінок.

Через високий вміст альфа-ліноленової кислоти, лляна олія неймовірно схильна до окиснення, що робить її дуже несталою. Насправді лляна олія настільки нестійка, що її не можна нагрівати або використовувати для приготування їжі. Її також, потрібно зберігати в холодильнику та використати протягом кількох тижнів, інакше вона може стати каламутною (непрозорою), втратити горіховий запах та згіркнути.